# Goodfield
Goodfield és una població dels Estats Units a l'estat d'Illinois. Segons el cens del 2000 tenia 686 habitants.

## Demografia
Segons el cens del 2000, Goodfield tenia 686 habitants, 229 habitatges, i 199 famílies. La densitat de població era de 182,7 habitants/km².
Dels 229 habitatges en un 42,8% hi vivien nens de menys de 18 anys, en un 79,9% hi vivien parelles casades, en un 5,2% dones solteres, i en un 13,1% no eren unitats familiars. En el 10% dels habitatges hi vivien persones soles el 5,2% de les quals corresponia a persones de 65 anys o més que vivien soles. El nombre mitjà de persones vivint en cada habitatge era de 3 i el nombre mitjà de persones que vivien en cada família era de 3,24.
Per edats la població es repartia de la següent manera: un 32,4% tenia menys de 18 anys, un 7,7% entre 18 i 24, un 29,3% entre 25 i 44, un 20% de 45 a 60 i un 10,6% 65 anys o més.
L'edat mediana era de 33 anys. Per cada 100 dones de 18 o més anys hi havia 93,3 homes.
La renda mediana per habitatge era de 60.069 $ i la renda mediana per família de 61.736 $. Els homes tenien una renda mediana de 46.042 $ mentre que les dones 26.125 $. La renda per capita de la població era de 20.099 $. Aproximadament el 2,1% de les famílies i el 3,2% de la població estaven per davall del llindar de pobresa.

## Poblacions més properes
El següent diagrama mostra les poblacions més properes.